# IC 3020
IC 3020 је спирална галаксија у сазвјежђу Береникина коса која се налази на листи објеката дубоког неба у Индекс каталогу.
Деклинација објекта је + 14° 13' 30" а ректасцензија 12h 9m 27,1s. Привидна величина (магнитуда) објекта IC 3020 износи 15,7 а фотографска магнитуда 16,5. IC 3020 је још познат и под ознакама NPM1G +14.0307, PGC 1452566.